# 宮村眞也
宮村 眞也（みやむら しんや、1976年10月29日 - ）は、日本の元ラグビー選手。

## プロフィール
- 宮崎県出身[1]。
- ポジションはロック(LO)。
- 身長 190cm、体重 105kg
- U23日本代表に選ばれたことがある[2]。
- 関東代表に選ばれたことがある[3]。
- ニックネームは『みや～ん』

## 略歴
1995年、都城泉ヶ丘高校卒業後、関東学院大学に入る。
1999年、関東学院大学卒業後、NEC（現・NECグリーンロケッツ東葛）に加入。
2007年、現役を引退した。
2013年、2014年、明治学院大学ラグビー部　FWコーチ
2016年、2017年、青山学院大学ラグビー部　FWコーチ
2019年、2020年、クリーンファイターズ山梨　FWコーチ